# Wólka Komorowska (jezioro)
Wólka Komorowska – jezioro położone na Pojezierzu Kujawskim, w województwie kujawsko-pomorskim, powiecie włocławskim, w gminie Izbica Kujawska.
Jezioro położone jest w rejonie wsi Wólka Komorowska, w pobliżu wsi Długie oraz Tymień, w odległości ok. 5 km od Izbicy Kujawskiej.
Brzegi jeziora trudno dostępne, porośnięte zakrzewieniami wierzby, a także trzciną, pałką oraz tatarakiem. W jeziorze występują następujące gatunki ryb drapieżnych: szczupak i okoń, a także gatunki ryb spokojnego żeru: lin, karaś złoty i srebrny, karp, płoć i wzdręga. Jezioro znajduje się pod zarządem Polskiego Związku Wędkarskiego – Koło Terenowe w Izbicy Kujawskiej.